# Лоренцо, Борис Яковлевич
Борис Яковлевич Лоренцо (настоящая фамилия Генис; 1879 — 1940, Одесса) — советский театральный деятель, театральный критик и театральный педагог.

## Биография
Родился в 1879 году.
Совместно с бывшим актёром театра В. Комиссаржевской  Андреем Ивановичем Аркадьевым (1867 — 1923) открыл Одесскую театральную студию.
В театральной студии Б. Я. Лоренцо преподавали видные специалисты по театру — Б. В. Варнеке, Е. А. Полевицкая, И. Ф. Шмит и другие. Среди выпускников  — кинорежиссёр Исидор Анненский..
Соавтор сценария киноленты «Шведская спичка» (1922). Снялся в кинокартине «Рассказ о семи  повешенных» (1920).
В Свердловском театральном техникуме преподавал актерское мастерство, заведовал учебной частью..
Был одним из основателей Одесской филармонии
В 1930-х годах преподавал в Одесском театральном училище,   в 1938 — 1939 годах был его художественным руководителем . До 1941 года выпускниками Одесского театрального училища стали народный артист РСФСР Борис Иванов, народный артист УССР Андрей Сова, народный артист СССР Кирилл Штирбу и другие.
Скончался в 1940 году в Одессе.